# Festival du film italien de Villerupt 2021
Le Festival du film italien de Villerupt 2021, 44e édition du festival, se déroule du 29 octobre au 14 novembre 2021.

## Déroulement et faits marquants
Le palmarès est décerné le 12 novembre 2021 : l'Amilcar du jury est remis à Le Poète et le Dictateur (Il cattivo poeta) de Gianluca Jodice, l'Amilcar du jury jeunes à Atlas de Niccolò Castelli, l'Amilcar du jury de la critique à A Chiara de Jonas Carpignano, l'Amilcar du jury des exploitants à Ariaferma de Leonardo Di Costanzo et l'Amilcar du public à Marilyn ha gli occhi neri de Simone Godano.

## Sélection

### En compétition
- Taleaway de Renzo Carbonera
- Miss Marx de Susanna Nicchiarelli
- Marilyn ha gli occhi neri de Simone Godano
- Il legionario de Hleb Papou
- Californie de Alessandro Cassigoli
- Le Poète et le Dictateur (Il cattivo poeta) de Gianluca Jodice
- Lovely Boy de Francesco Lettieri
- Occhi blu de Michela Cescon
- Il buco de Michelangelo Frammartino
- Atlas de Niccolò Castelli
- Ariaferma de Leonardo Di Costanzo
- A Chiara de Jonas Carpignano
- Anima bella de Dario Albertini
- La Légende du roi crabe (Re Granchio) de Alessio Rigo de Righi et Matteo Zoppis
- Piccolo corpo de Laura Samani

### Hors compétition
- Maschile singolare de Matteo Pilati et Alessandro Guida
- Qui rido io de Mario Martone
- Marx peut attendre (Marx può aspettare) de Marco Bellocchio
- Tre piani de Nanni Moretti
- Il materiale emotivo de Sergio Castellitto
- La terra dei figli de Claudio Cupellini
- Come un gatto in tangenziale - Ritorno a Coccia di Morto de Riccardo Milani
- La ragazza ha volato de Wilma Labate
- Il bambino nascosto de Roberto Andò
- Lei mi parla ancora de Pupi Avati
- Pour toujours (La dea fortuna) de Ferzan Ozpetek
- Nos plus belles années (Gli anni più belli) de Gabriele Muccino

## Palmarès
- Amilcar du jury : Le Poète et le Dictateur (Il cattivo poeta) de Gianluca Jodice
- Amilcar du jury jeunes : Atlas de Niccolò Castelli
- Amilcar du jury de la critique : A Chiara de Jonas Carpignano
- Amilcar du jury des exploitants : Ariaferma de Leonardo Di Costanzo
- Amilcar du public : Marilyn ha gli occhi neri de Simone Godano
- Amilcar de la ville : Francesco Bruni